# Das deutsche Album
Das deutsche Album címmel adták ki 1997-ben az Omega német nyelvű felvételeit.
A dalok többsége az 1970-es évek elején az NDK-ban készült rádiós felvétel, eredetileg válogatásalbumokon jelentek meg bakelitlemez formájában, illetve a Perlen im Haar az NSZK-ban jelent meg kislemezen. A magyar változatok a 10000 lépés, az Éjszakai országút és az Élő Omega albumon, illetve részben kislemezen hallhatók.
A CD először az együttes engedélye nélkül jelent meg, ezért betiltották. Néhány évvel később azonban rendezték a jogi a hátterét, így immár hivatalos kiadvány lehetett.

## Dalok
1. Meine langerwartete Liebste (Mihály Tamás - Kóbor János, Kurt Demmler) (Régvárt kedvesem)
2. Nächtliche Landstraße (Presser Gábor - Adamis Anna, Bernd Maywald) (Az éjszakai országúton)
3. Omega Auto (Molnár György - Kóbor János, Sülyi Péter, Bernd Maywald) (Omegautó)
4. Nach einem schweren Jahr (Mihály Tamás - Kóbor János, Sülyi Péter, Klaus Kühne) (Egy nehéz év után)
5. Reise auf dem grauen Fluss (Presser Gábor - Adamis Anna, Bernd Maywald) (Utazás a szürke folyón)
6. Perlen im Haar (Presser Gábor - Adamis Anna, Born) (Gyöngyhajú lány)
7. Untreue Freunde (Mihály Tamás - Kóbor János, Bernd Maywald) (Hűtlen barátok) + Blues (Molnár György)
8. Nur ein Wort (Presser Gábor - Adamis Anna, Bernd Maywald) (Van egy szó)
9. Zerbrechlicher Schwung (Molnár György - Kóbor János, Sülyi Péter, Bernd Maywald) (Törékeny lendület)
10. Traurig schwieg ein Mädchen (Molnár György - Kóbor János, Bernd Maywald) (Szomorú történet)
11. Sie ruft alle Tage herbei (Presser Gábor - Adamis Anna, Bernd Maywald) (Utcán, a téren)
12. Magischer weißer Stein (Benkő László, Debreczeni Ferenc, Mihály Tamás, Molnár György - Kóbor János, Sülyi Péter, Kurt Demmler) (Varázslatos, fehér kő)

## Közreműködtek
- Benkő László - orgona, zongora, vokál
- Debreczeni Ferenc - dob, ütőhangszerek
- Kóbor János - ének
- Mihály Tamás - basszusgitár, vokál
- Molnár György - gitár